# Wakana
Wakana Ootaki (大滝 若奈, Ōtaki Wakana), née le 10 décembre 1984 à Fukuoka (Japon), est une chanteuse de variétés japonaise.

## Biographie
Wakana Ootaki commence sa carrière en 2005 en intégrant le groupe FictionJunction, créé par la compositrice Yuki Kajiura. En 2007, Wakana ainsi que Keiko, également chanteuse de FictionJunction, intègrent le nouveau groupe de Yuki Kajiura : Kalafina.
Yuki Kajiura quitte l'agence de production Space Craft en 2018, suivie par Keiko. Cela entraîne la dissolution de Kalafina en 2019.
Wakana change alors d'agence de production pour rejoindre Victor Entertainment. Elle sort son premier single solo Toki o koeru yoru ni en février 2019, puis un album intitulé Wakana en mars 2019.

## Honneur
L'astéroïde (41199) Wakanaootaki est nommé en son honneur.